# Laguna de Cameros
Laguna de Cameros is een gemeente in de Spaanse provincie en regio La Rioja met een oppervlakte van 41,60 km². Laguna de Cameros telt 125 inwoners (1 januari 2016).

## Demografische ontwikkeling
Bron: INE, 1857-2011: volkstellingen